# كيفن مكاي
كيفن مكاي (بالإنجليزية: Kevin McKay) هو منافس ألعاب قوى بريطاني، ولد في 9 فبراير 1969.

## وصلات خارجية
- كيفن مكاي على موقع الاتحاد الدولي لألعاب القوى (الإنجليزية)
- كيفن مكاي على موقع أوليمبيديا (الإنجليزية)
- كيفن مكاي على موقع اللجنة الأولمبية البريطانية (الإنجليزية)
- كيفن مكاي على موقع اتحاد ألعاب الكومنولث (مؤرشف) (الإنجليزية)